# Tetraedrisk geometri

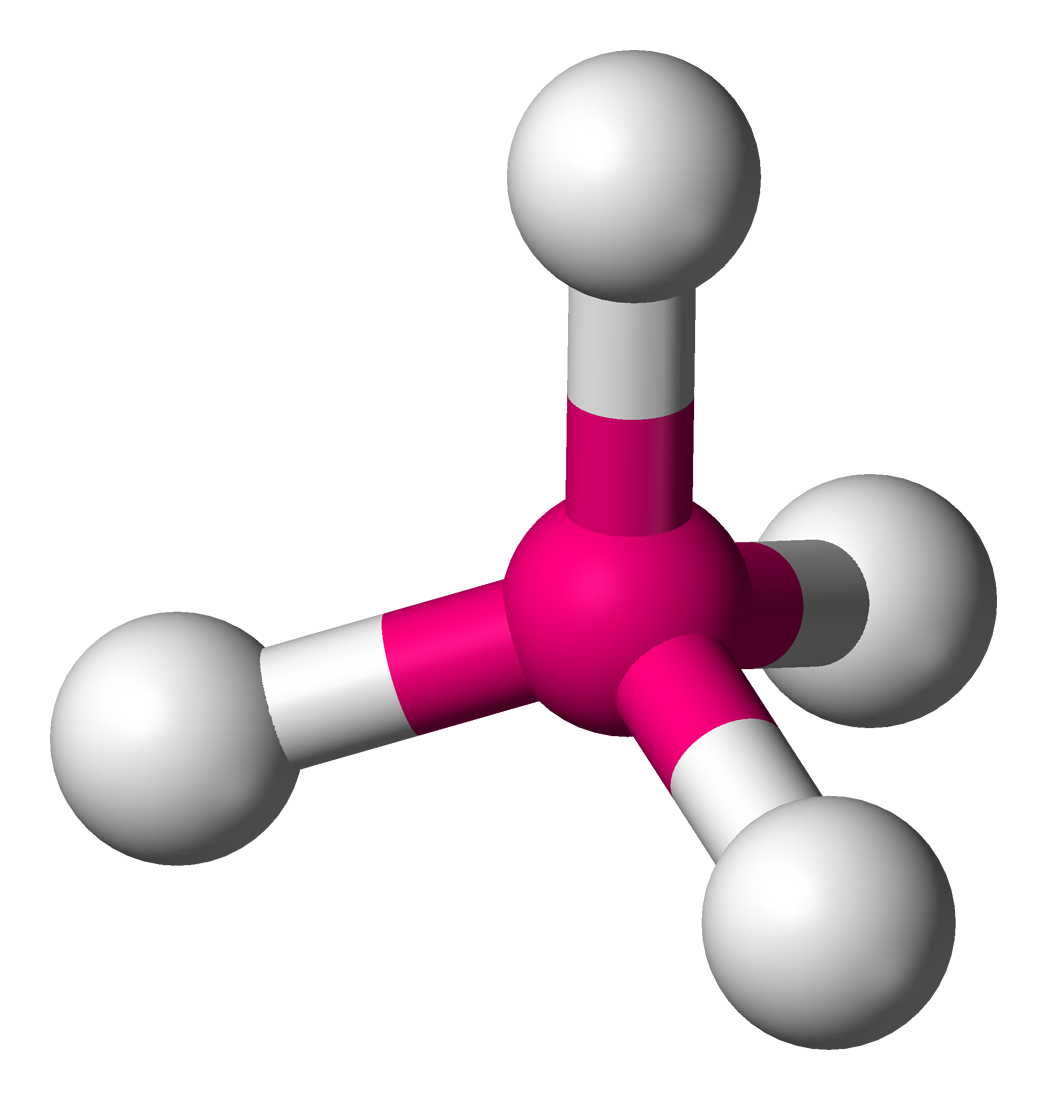
En generaliserad struktur med centralatomen i rosa.

Tetraedrisk geometri är en mycket vanlig molekylär geometri med koordinationstalet 4. I idealfallet kan en tetraedrisk molekyl skrivas som AX4, där A ofta är sp3-hybridiserad och samtliga X identiska. I en sådan molekyl är bindningsvinklarna cos-1(-1/3) ≈ 109,5° och det elektriska dipolmomentet är 0, eftersom molekylen är fullständigt symmetrisk. Exempel på plantrigonala molekyler/joner är metan CH4, ammoniumjonen NH4+ sulfatjonen SO42- och fosfatjonen PO43-. I fall som avviker från idealfallet, där alla X inte är identiska, finns kolen i alkankedjor (etan), halogenalkaner etc.